# Chianni
Chianni là một đô thị ở tỉnh Pisa trong vùng Toscana thuộc Ý, có cự ly khoảng 60 km về phía tây nam của Florence và khoảng 35 km về phía đông nam của Pisa. Tại thời điểm ngày 31 tháng 12 năm 2004, đô thị này có dân số 1.582 người và diện tích là 62 km².
Chianni giáp các đô thị: Casciana Terme, Castellina Marittima, Lajatico, Riparbella, Santa Luce, Terricciola.